# Masseube
 Masseube  (en occitano Masseuva) es una población y comuna francesa, ubicada en la región de Mediodía-Pirineos, departamento de Gers, en el distrito de Mirande y cantón de Masseube.

## Demografía
| 1230 | 1316 | 1309 | 1376 | 1453 | 1391 |
| Para los censos de 1962 a 1999 la población legal corresponde a la población sin duplicidades (Fuente: INSEE [Consultar]) |      |      |      |      |      |